# Lễ hội Cầu mùa (người Thái)
Lễ hội Cầu mùa của người Thái hay Lễ cơm mới, tiếng Thái: Lệ hạy, Kin khảu maứ, là một lễ hội của dân tộc Thái, miền tây Nghệ An, Việt Nam. Lễ này bày tỏ long thành kính của mình đối với những thế lực siêu nhiên thần linh, ma quỷ theo quan niệm của người Thái.

## Thời gian
Lễ cầu mùa được tổ chức vào đầu vụ lúa mới hoặc một số nơi tổ chức sau khi thu hoạch, khoảng trung tuần tháng 9 đến đầu tháng 11 hàng năm.

## Phần nghi lễ
Phần nghi lễ được tiến hành ngay tại nương rẫy, đặc biệt là nơi tập trung nhiều hộ gia đình cùng làm nương rẫy nhất (Tủng hảy). Họ thường tổ chức tại chòi canh rãy của một nhà có diện tích rẫy nhiều nhất, năng suất cao nhất và đó phải là những gia đình có uy tín, khéo ăn ở được cả nhóm và cộng đồng tôn trọng kính nể. Họ cắt lấy những bông lúa chin sớm những nơi tốt nhất trong đám rẫy của gia đình mình rồi đun lúa làm cho hạt nếp nứt và chín (tiếng Thái gọi là "khầu hang"). Sau đó lúa được phơi khô trên chạn bếp hoặc phơi nắng mục đích là họ tạo ra một loại gạo rất thơm và dẻo hương vị gần giống mùi cốm, hạt gạo có mùa xanh và có mùi thơm rất đặc trưng. Trong dịp này họ thường chọn một loại lúa dẻo nhất và quý nhất để dành cho cầu cúng thể hiện tấm lòng với các vị thần linh.
Ngoài những đĩa xôi được đò từ thứ gạo đã được luộc chin, phơi khô ra thì mâm cúng của mỗi gia đình còn mổ thêm 2-4 con gà (bắt buộc phải có một con gà trống). Gà được luộc lên và đưa đến mỗi đám nương và nghi lễ cúng bái bắt đầu. Rượu được rót ra chén, trầu cau mỗi mâm 9 đôi, cùng với đó là một bát nước chè xanh và một bát nước lã.

## Phần cầu cúng
Công việc cầu cúng thuộc các thầy mo cần có một cái đĩa và hai đồng xu để tung đồng xu, tiếng Thái gọi là thìm lé. Năm nào mà các thầy mo tung đồng xu chỉ một lần là được ngay (một bên trắng và một mặt đen) thì coi như năm đó ma nương hài lòng với lễ lạt của con cháu; họ quan niệm rằng năm đó mùa màng có nhiều thuận lợi, hy vọng năm ấy sẽ được mùa màng bội thu. Ngược lại năm nào mà thầy mo tung đồng xu hai ba lần mà vẫn không được thì coi như năm đó mùa màng sẽ gặp nhiều khó khăn, trở ngại thất thu. Sau khi cúng xong, mọi người làm lễ lạy tả ơn theo sự điều khiển của thầy mo, họ lạy trước bàn thờ dựng ngay tại đám rãy, sau đó rượu được té xuống nương, Nghi thức này nhằm thể hiện sự kính trọng và tấm lòng chân thực của con cháu với thần linh, họ mong rằng trời đất nhận lễ và chấp nhận lòng thành kính của con cháu.

## Phần hội
Xong phần nghi lễ, họ tổ chức ăn uống ngay tại nương hoặc trên chòi của nhà chủ lễ năm đó. Hôm đó ai cũng phải ăn uống no say để cầu mong một năm mùa màng phát đạt, cuộc sống no đủ và hạnh phúc. Cuối cùng những điệu khắp lăm, nhuôi, xuôi cất lên hoà cùng nhịp múa, họ nói cho nhau nghe về kinh nghiệm làm ăn bằng những lời ca tiếng hát.
Trong dịp này đôi trai gái nào quý nhau thì chúc và trao nhau những đùi gà thật ngon, những lời hát thật dằm thằm ngọt ngào. Sau khi ăn uống và ca hát, người ta chia tay nhau hẹn mùa lúa sau sẽ gặp lai, hy vọng sẽ có nhiều nương, nhiều lúa gạo hơn và sẽ tổ chức lễ hội cầu mùa thật to hơn, linh đình hơn, đông vui hơn. Họ cầu mong có một cuộc sống ấm lo và hạnh phúc hơn.
Đây là dịp để mọi người sau một vụ mùa cùng ngồi lài với nhau, truyền cho nhau những kinh nghiệm làm ăn, kinh nghiệm phòng trừ thiên tai, địch hoạ, tỏ sự đoàn kết của con người trước những thế lực thiên nhiên siêu hình.